# Metasia sabulosalis
Metasia sabulosalis là một loài bướm đêm trong họ Crambidae.